# Vitreuša
Vitreuša (Vitruša) je planina u Bosni i Hercegovini. Pripada vraničkoj planinskoj grupi, na granici Bosne s Hercegovinom.
Najviši vrh Vitreuša se nalazi na 1919 metara nadmorske visine. Na sjeveroistoku je povezana s Zec planinom, na sjeveru je Vranica, a na istoku Pogorelica. U južnom podnožju izvire Neretvica, desna pritoka Neretve. Na jugu je planina Divan.